# Jaloliddin Masharipov
Jaloliddin Masharipov (ouzbek : Джалолиддин Машарипов) né le 1er septembre 1993, est un footballeur international ouzbek qui joue au poste d'ailier gauche au Esteghlal FC.

## Biographie

### En club
Masharipov a joué un rôle clé dans la saison 2020 du Pakhtakor Tachkent, marquant neuf buts et réalisant vingt-deux passes décisives en trente cinq apparitions toutes compétitions confondues. Cependant, son expulsion prématurée après avoir reçu un carton rouge a joué un rôle majeur dans la défaite de son équipe contre le Persépolis FC lors de la Ligue des champions de l'AFC 2020.
Le 26 décembre 2020, il a signé pour le club saoudien d'Al-Nassr FC.
Le 29 janvier 2021, Mashiripov a été prêté au club émirati Shabab Al-Ahli .
De retour de son prêt, il portait le maillot numéro 7 d'Al Nassr. En janvier 2023, lorsque Cristiano Ronaldo a signé pour le club saoudien, Masharipov a changé pour le numéro 77, permettant à la star portugaise de porter son emblématique numéro 7.
Le 27 septembre 2023, Masharipov a signé un contrat d'un an avec le club de Superleague Elláda du Panserraikos.

### En sélection
Masharipov a fait sa première apparition en équipe nationale le 6 octobre 2016, remplaçant Sardor Rashidov à la 61e minute, lors d'une défaite 0-1 pour les éliminatoires de la Coupe du monde 2018 contre l'Iran.

## Palmarès
Pakhtakor Tachkent
- Vainqueur du Championnat d'Ouzbékistan en 2014, 2015, 2019 et 2020
- Vainqueur de la Coupe d'Ouzbékistan en 2019 et 2020

Lokomotiv Tachkent
- Vainqueur du Championnat d'Ouzbékistan en 2017
- Vainqueur de la Coupe d'Ouzbékistan en 2017

Shabab Al-Ahli
- Vainqueur de l'UAE League Cup en 2021
- Vainqueur de la President's Cup en 2021

## Distinction individuelle
- Meilleur passeur du Championnat d'Ouzbékistan en 2020